# Chiesa di Sant'Antonio di Padova (Torre del Greco)
La chiesa di Sant'Antonio di Padova, con annesso convento francescano, è un edificio religioso di Torre del Greco tra i più giovani della città. Il complesso conventuale, particolarmente vasto, comprende la monumentale chiesa, il convento con l'area strettamente riservata ai frati, il chiostro chiuso su tre lati e aperto verso il piazzale San Francesco con il monumento al santo d'Assisi e l'edificio dell'ex scuola, oggi destinato alle opere parrocchiali. La chiesa parrocchiale è sotto la giurisdizione diocesana di Napoli mentre il convento, in origine appartenente alla Provincia di Principato, dal 1943 appartiene alla Provincia del Sacro Cuore di Gesù dei Frati Minori di Napoli e Caserta.

## Le Origini
Il convento trae le sue origini da un'antica cappella rurale dedicata a San Gennaro. La cappella, censita per la prima volta nella Santa Visita del cardinale Giuseppe Spinelli del 1742, fu donata, nel 1897 a due frati, Padre Raffaele Di Pietro da Paternopoli e Padre Luigi Carlo Cuomo da Napoli, appartenenti alla vecchia provincia francescana di Principato. La donazione fu voluta ed attuata dai proprietari della cappella, i coniugi Maria Vittozzi e Nicola Ametrano. Assieme alla cappella i benefattori donarono ai frati anche un terreno adiacente. A seguito della donazione la cappella fu abbattuta. Al suo posto si iniziò a costruire il convento, progettato dall'ingegnere Alfonso Guerra, nipote dell'Ametrano. Più tardi i frati comprarono altro terreno per la costruzione della nuova chiesa. I lavori di edificazione dell'intero complesso procedettero molto a rilento e durarono, a fasi alterne, per più di cinquant'anni complice le scarsità economiche, la morte dei primi due frati fondatori, la seconda guerra mondiale e l'alternanza dei religiosi destinati dai superiori al convento torrese.

## La nuova chiesa
I lavori per la nuova chiesa furono avviati il 14 luglio 1925 su iniziativa di Padre Tommaso Montanino, già ministro provinciale, e del giovane Padre Luigi Sellitti che rimarrà legato alla chiesa torrese, per varie vicende, fino alla sua morte. Il 14 febbraio 1932 fu completata e aperta al culto solo la prima parte della struttura, fino all'altezza del presbiterio. Nel frattempo, tra il 1932 e il 1934, fu ingrandito anche il convento sotto la spinta di Padre Luigi Sellitti, instancabile motore della costruzione del complesso religioso. L'edificazione della crociera e dell'abside fu avviata qualche anno dopo, nel 1938, per via di problemi burocratici. Il cantiere, quasi fermo per la guerra, subì non pochi danni durante i bombardamenti che colpirono la città nel 1943. Frattanto la riforma generale delle province religiose spostò il convento torrese sotto la giurisdizione della nuova provincia del Sacro Cuore di Gesù di Napoli e Caserta. Padre Luigi Sellitti, che dal 1922 era stato sempre a Torre del Greco lavorando incessantemente per l'edificazione della chiesa, per obbedienza alla sua provincia di appartenenza, dovette lasciare il convento torrese. La nuova comunità di frati, prima con Padre Anselmo Chiacchio poi con Padre Carlo Rega, portò avanti i lavori fino al completamento della chiesa, aperta al culto solo nel 1952. .
L'edificazione della chiesa fu portata avanti con grande sacrificio dei frati, sostenuti da devoti e benefattori, superando mille difficoltà ed imprevisti; burocrazia e mancanza di denaro costrinsero, più volte, a variare il progetto originale. Anche se inaugurata ufficialmente nel 1952 la chiesa fu completata, internamente, solo molti anni dopo con continui lavori di sistemazione, decorazione e abbellimento. In occasione del 750º anniversario dalla morte di San Francesco furono sistemati, in una soluzione non proprio felice, i pannelli decorativi sulla facciata della chiesa realizzati dal frate Giorgio Ascione, rappresentanti: San Francesco, Sant' Antonio, San Gennaro e San Bonaventura. Il sisma del 23 novembre 1980 provocò non pochi danni alla chiesa e al convento, alle parti strutturali, ai solai e soprattutto alla cupola. I restauri si protrassero fino al 1988 grazie all'instancabile opera di P. Salvatore Tarantino. La chiesa ha assunto la sua veste attuale a seguito degli ultimi lavori, completati nel 2000, voluti da Padre Onofrio di Lauro.

### Architettura
Chiesa e il convento sono intimamente legate ad Alfonso e Camillo Guerra, padre e figlio, progettisti del complesso. Vicinissimi ai frati i Guerra, oltre ad offrire i disegni e i progetti delle strutture, seguirono costantemente i lavori di edificazione dell'intero complesso conventuale. Ad Alfonso è riconducibile la parte più antica del convento realizzata, prospiciente la strada, tra il 1897 e il 1900, dove la facciata, caratterizzata dall'uso del laterizio rosso alternato alla pietra vesuviana, è scandita dalle semplici modanature delle finestre. La monumentale chiesa fu progettata da Camillo Guerra, probabilmente partendo da disegni del padre. In pieno stile Neo - Romanico è caratterizzata da imponenti volumi. Il pronao, su tre campate, è sorretto da possenti pilastri interamente rivestiti in pietra. L'interno è a tre navate con transetto poco profondo su cui è impostata l'alta cupola ottagonale rivestita, nel 1949, da 13.000 piastrelle colorate.  Sulle navatelle laterali sono stati ricavati degli ambienti, poi destinati a biblioteca conventuale, molto simili ai matronei delle antiche basiliche romaniche. I soffitti sono resi con possenti capriate lignee a vista. Confrontando il progetto preliminare, redatto da Camillo Guerra nel 1925, è chiaro che l'attuale complesso risulta pesantemente modificato ed incompleto rispetto all'idea primordiale. Nella struttura odierna manca il campanile, elemento di raccordo nel progetto del Guerra tra chiesa e convento,  e la casa conventuale risulta fortemente ridimensionata e priva del tetto a spiovente. Il chiostro, infatti, che nel progetto originale doveva essere chiuso su tutti e quattro i lati, oggi è composto da soli due bracci; un terzo braccio, una sorta di terrazza coperta, è stato aggiunto solo nel 2000 nell'ambito degli ultimi lavori di sistemazione generale degli spazi esterni che portarono alla creazione del Piazzale San Francesco. Nella chiesa la monumentale architettura in stucco e marmi, che decora la parete di fondo dell'abside in tutta la sua altezza realizzata tra il 1950 e il 1952, ospita la statua di Sant'Antonio, opera dello scultore Antonio Mennella. Le decorazioni a finto mosaico con gigli, angeli e stemma francescano furono eseguite, tra il 1951 e il 1952, dal pittore romano Giuseppe Stefanilla chiamato al convento torrese da Fra Cristoforo Bovenzi, stimato pittore di genere, vicino all'ambiente culturale romano presente nella fraternità torrese, accanto a Padre Carlo Rega, negli anni di completamento dei lavori della chiesa. Stefanilla dipinse anche la lunetta con la Trinità.  Allo stesso periodo risale l'altare maggiore in marmo impreziosito dalla portella del tabernacolo realizzata a fusione in bronzo brunito, su disegno di Antonio Mennella, rappresentante il Miracolo della Mula di Sant'Antonio.

## Opere interne
Nella chiesa è esposta, nella prima campata della navata destra, la pala d'altare dell'antica Cappella di San Gennaro, donata ai frati dai coniugi Ametrano nel 1897, unica traccia relativa alla cappella rurale settecentesca assieme a qualche lacerto marmoreo dell'antico altare. L'opera, rappresentate la gloria del santo tra cherubini ed angeli, è databile alla metà del Settecento. Numerosi altri dipinti decorano navate e pareti del transetto. Tra questi spicca Il Battesimo Di Cristo al Giordano, di Giuseppe Ciavolino.
La Cappella del Crocifisso, in sacrestia, ospita, invece, un importante dipinto donato ai primi frati nel 1897. L'opera, dal grande impatto visivo, rappresenta un Cristo Crocefisso in agonia attorniato dai cherubini. Aldilà del valore artistico del dipinto, attribuito a Paolo De Matteis e datato alla prima metà del Settecento, l'opera è storicamente importante in quanto donata ai frati nel 1897  dal marchese di Tertiveri Carlo Gagliardi. Il dipinto, già esposto nel Settecento nel palazzo Gagliardi a Napoli al vico chiavettieri, apparteneva alla ricca collezione d'arte che i marchesi avevano accumulato nel tempo.  La quadreria, ereditata da Carlo Gagliardi, fu in parte spostata ed esposta nel suo casino di Torre del Greco, oggi Villa Guglielmina, poco lontano dal convento.
Bella ed Espressiva è la statua in bronzo rappresentate San Francesco d'Assisi, realizzata nel 2000 dallo scultore torrese Vincenzo Giggiano Borriello. 
La chiesa conserva, inoltre, due importanti opere legate all'arte orafa torrese, Si tratta di una imponente pisside, realizzata su disegno di antonio Mennella nel 1949, impreziosita da pietre dure, avorio e corallo, e un importante ostensorio opera dalla prestigiosa azienda torrese, Giovanni Ascione e Figli, realizzato nel 1966. L'opera, ideata da Giovanni Ascione, è resa in oro, corallo, avorio e malachite. Sulla raggiera sono incastonati numerosi ex voto, orecchini e toppe di brillanti, donati nel tempo dai devoti a Sant'Antonio.